# Смоляков Абрам Юхимович
Смоляков Абрам Юхимович (25 травня 1908, с. Щербинівка, Кричевський район, Могильовська область, Білорусь — 30 вересня 1943) — радянський військовик, учасник другої світової війни. Герой Радянського Союзу (1943).

## Життєпис
Народився 25 травня 1908 року в білоруському селі Щербинівка (нині — Кричевського району Могильовської області). На початку 1920-х років, після переїзду з Білорусі родина мешкала в м. Юзівка. Працював ковалем та навчався на робітфаку, після закінчення якого був директором Клубу ім. Дзержинського. У 1930 році — директор Парку культури і відпочинку ім. Щербакова.
У 1939 році направлений на роботу в Станіслав (нині Івано-Франківськ).
З початком німецько-радянської війни був призначений заступником командира з політчастини 1177-го винищувально — протитанкового полку 7-ї гвардійської дивізії 47-ї армії, яка брала участь в оборонних боях у Західній Білорусі, з боями відходячи до Дніпра.
У 1943 році в боях на Курському напрямку підбив 16 танків і продовжував наступ на Білгород і Харків. За цей бій А. Е. Смоляков був нагороджений орденом Червоного Прапора.
Похований в братській могилі в с. Ліпляве Канівського району Черкаської області.